# Мидленд (равнина)
Ми́дленд (англ. Midland) — равнина на юге Великобритании. Ограничена Пеннинскими горами на севере, Кембрийскими горами на западе и возвышенностями Котсуолдс и Чилтерн на юге и юго-востоке.
Равнина сложена преимущественно мергелями и глинами триасового возраста. Преобладающие высоты составляют 100—150 м, максимальная отметка — 278 м. Равнина дренируется реками главным образом бассейнов Трента и Северна. Имеются месторождения каменного угля. На возвышенностях встречаются остатки лесов из дуба, бука и граба. Значительную часть территории занимают пастбища и посевы зерновых. Равнина густо заселена, здесь находятся города Бирмингем и Ковентри.